# Women’s Premier Ice Hockey League 1990/91
Die Saison 1990/91 war die neunte Austragung der höchsten englischen Fraueneishockeyliga, die British Women's League. Die Ligadurchführung erfolgte durch die English Ice Hockey Association, den englischen Verband unter dem Dach des britischen Eishockeyverbandes Ice Hockey UK. Der Sieger erhielt den Chairman’s Cup.

## Modus
Nach zwei Jahren regionaler Divisionen kehrte man zu einer eingleisigen Liga zurück, die jetzt „Premier Division“ heißt. Es spielten alle Mannschaften eine einfache Runde mit Hin- und Rückspiel. Es gab keinen Absteiger in die neu geschaffene, regional gegliederte zweite Liga.

## Hauptrunde
| Platz                                                                           | Mannschaft              | Spiele | S | U | N | Tore  | Punkte |
| ------------------------------------------------------------------------------- | ----------------------- | ------ | - | - | - | ----- | ------ |
| 1.                                                                              | Oxford City Rockets (M) | 10     | 9 | 1 | 0 | 52:13 | 19     |
| 2.                                                                              | Bracknell Queen Bees    | 10     | 6 | 1 | 3 | 39:15 | 13     |
| 3.                                                                              | Streatham Strikers      | 10     | 5 | 3 | 2 | 23:19 | 13     |
| 4.                                                                              | Sunderland Scorpions    | 10     | 4 | 0 | 6 | 21:32 | 8      |
| 5.                                                                              | Dundee Royals           | 91     | 2 | 0 | 7 | 11:29 | 4      |
| 6.                                                                              | Solihull Vixens         | 91     | 0 | 1 | 8 | 11:49 | 1      |
| 1 Das Spiel zwischen Dundee Royals und Solihull Vixens wurde nicht ausgetragen. |                         |        |   |   |   |       |        |

### Beste Scorerinnen
| Spieler        | Mannschaft           | Spiele | Tore | Assists | Punkte | Straf- minuten |
| -------------- | -------------------- | ------ | ---- | ------- | ------ | -------------- |
| Kim Strongman  | Oxford City Rockets  | 10     | 24   | 6       | 30     | 4              |
| Helen Stowe    | Oxford City Rockets  | 10     | 6    | 7       | 13     | 6              |
| Becky Bowles   | Oxford City Rockets  | 10     | 4    | 9       | 13     | 6              |
| Julie Lester   | Oxford City Rockets  | 10     | 7    | 4       | 11     | 8              |
| Claire Pannell | Bracknell Queen Bees | 10     | 9    | 1       | 10     | 14             |

### Beste Torhüterinnen
| Spieler     | Mannschaft           | Sp | Min | SaT | GT | GTS  | SO |
| ----------- | -------------------- | -- | --- | --- | -- | ---- | -- |
| Emma Bowles | Oxford City Rockets  | 10 | 400 | 132 | 13 | 1,95 | 3  |
| Karen Hare  | Bracknell Queen Bees | 6  | 220 | 95  | 8  | 2,18 | 3  |
| Kay Dibling | Streatham Strikers   | 10 | 400 | 139 | 19 | 2,85 | ?  |

## Final Four

### Halbfinale
| 8. Juni 1991 | Oxford City Rockets | 1:0 | Streatham Strikers | Humberside |

| 8. Juni 1991 | Bracknell Queen Bees | 6:2 | Sunderland Scorpions | Humberside |

### Spiel um Platz 3
| 9. Juni 1991 | Streatham Strikers | 1:0 | Sunderland Scorpions | Humberside |

### Finale
| 9. Juni 1991 | Oxford City Rockets | 5:1 | Bracknell Queen Bees | Humberside |